# Chronik des Bürgerkriegs in Syrien 2021
Die Chronik des Bürgerkriegs in Syrien 2021 erfasst die Ereignisse des Bürgerkriegs in Syrien im Jahr 2021. Die Chronik des Bürgerkriegs in Syrien seit 2011 wurde in speziellen, jahresbezogenen Artikeln dokumentiert.
Im Jahr 2021 benötigt Unicef nach eigenen Angaben 1,4 Milliarden US-Dollar, um syrische Kinder in Syrien und seinen Nachbarländern zu unterstützen.

## März
Laut Unicef besuchen Stand März 2021 fast 2,5 Millionen Kinder in Syrien keine Schule, außerdem seien eine halbe Million syrischer Kinder chronisch mangelernährt. Insgesamt seien sechs Millionen Kinder auf humanitäre Hilfe angewiesen. Immer mehr Eltern wissen laut Unicef nicht, wie sie die Mittel aufbringen können, um ihre Kinder zu ernähren. Immer öfter sehen Eltern keine andere Wahl, als ihre Kinder arbeiten zu lassen oder sie früh zu verheiraten. In der Not würden sich viele Kinder bewaffneten Gruppen anschließen.
Ende März 2021 sagten mehrere Staaten und Staatenbünde Finanzhilfen in Höhe von umgerechnet 5,4 Milliarden Euro für Syrien zu. Davon kommen knapp 1,74 Milliarden Euro aus Deutschland, 560 Millionen Euro aus anderen EU-Staaten, 596 Millionen Dollar aus den USA und rund 240 Millionen Euro aus Großbritannien. Neben den Finanzzusagen versprachen die Geberländer und Finanzinstitute Kredite von bis zu 5,9 Milliarden Euro. Oxfam kritisierte die Hilfen als „unzureichend“.

## Mai
Ende Mai 2021 fand die Präsidentschaftswahl in Syrien statt, bei der Baschar al-Assad offiziell wiedergewählt wurde.